# Томас Матингли
Томас Матингли (на английски: Mattingly Thomas Kenneth) е бивш американски астронавт, участник в програмите „Аполо“ и „Спейс шатъл“. Контраадмирал от Военноморските сили на САЩ.

## Биография
Роден е на 17 март 1936 г. в Чикаго, щата Илинойс. Завършва гимназията „Едисон“ в Маями. Продължава в Авиационния университет в Обърн, където получава бакалавърска степен по инженерство през 1958 г. Той се започва да служи в американския флот през 1958 г.

## Кариера в НАСА
Избран е за астронавт през април 1966 г. Първата мисия, за която е избран е да бъде пилот на командния модул Аполо 13. Три дни преди старта, той е отстранен от мисията поради опасност от заболяване на морбили, тъй като не е боледувал от болестта и няма изграден имунитет към нея. Факт е обаче, че той не се разболява. Така той пропуска пълният с драматизъм полет. Въпреки това, Матингли участва в подпомагането на членовете на
екипажа да реши проблема с пестене на енергия по време на полета.

### Първи полет
Впоследствие е назначен за пилот на командния модул на Аполо 16. Командир е Джон Йънг, а пилот на лунния модул е Чарлс Дюк. Стартират на 16 април 1972 г. Йънг и Дюк изследват лунната повърхност в продължение на три дни, а през това време Матингли с помощта на апаратурата на сервизния от височина 100 км прави фотографска и геохимична карта на лунната повърхност около екватора.

### Втори полет
Назначен е за командир на четвъртия и последен пробен полет на космическата совалка Колумбия. На 27 юни 1982 г., Матингли и пилотът Хенри Хартсфийлд започват 7-дневна мисия, по време на която те старателно тестват системите на совалката системи и пускат първият военен полезен товар в космоса.

### Трети полет
Последният си полет Матингли осъществява на 24 януари 1985 г., като командир на совалката Дискавъри, мисия STS-51C. Полетът продължава три дни и е посветен изцяло за целите на Министерството на отбраната на САЩ.
| Космически полети на Томас Матингли                              | Космически полети на Томас Матингли | Космически полети на Томас Матингли | Космически полети на Томас Матингли | Космически полети на Томас Матингли | Космически полети на Томас Матингли | Космически полети на Томас Матингли |
| №                                                                | Дата                                | КК                                  | Емблема на мисията                  | Функции                             | Продължителност                     |                                     |
| ---------------------------------------------------------------- | ----------------------------------- | ----------------------------------- | ----------------------------------- | ----------------------------------- | ----------------------------------- | ----------------------------------- |
| 1                                                                | 16 април 1972                       | „Аполо 16“                          |                                     | Пилот на командния модул            | 11 денонощия 1 час 51 мин 5 сек.    |                                     |
| 2                                                                | 27 юни 1982                         | „Колумбия“, мисия STS-4             |                                     | Командир                            | 7 денонощия 1 час 10 мин 44 сек.    |                                     |
| 3                                                                | 24 януари 1985                      | „Дискавъри“, мисия STS-51C          |                                     | Командир                            | 3 денонощия 1 час 34 мин 13 сек.    |                                     |
| Сумарно време в космоса – 21 денонощия 4 часа 36 минути и 2 сек. |                                     |                                     |                                     |                                     |                                     |                                     |

Има 1 излизане в безвъздушното пространство с продължителност 1 час и 24 минути.

## След НАСА
През юни 1986 г., Матингли напуска НАСА и се връща във ВМС на САЩ. Напуска флота през 1990 г. с чин контраадмирал.
Започва във фирмата Grumman в Рестън, и работи върху програмата за космическа станция. След това той оглавява програмата за ракетата „Атлас“ в General Dynamics.
От 1998 г. Матингли е управител на нискотарифната авиокомпания Company Los Alamitos, Калифорния. Едновременно с това той е председател на Управителния съвет от юли 1999 г. на дружеството-майка Universal Space Network.
Томас Матингли е разведен два пъти, има син от първия си брак.